# Niinikkosaari
Niinikkosaari är en halvö i Finland. Den ligger i sjön Orivesi och i kommunen Libelits i den ekonomiska regionen  Joensuu ekonomiska region  och landskapet Norra Karelen, i den sydöstra delen av landet, 300 km nordost om huvudstaden Helsingfors. Öns största längd är 12 kilometer i nord-sydlig riktning.